# Gardyne Maitland
Pas d'image ? Cliquez ici

a Compétitions nationales et continentales officielles uniquement.

b Matchs officiels uniquement.
Gardyne Maitland est un joueur de rugby à XV international écossais évoluant au poste de trois-quart. Il joue également pour le club du Edinburgh Institute FP/Edinburgh Institution FP. Il est le frère de Robert Maitland qui a également l'honneur de connaître des capes pour l'équipe nationale écossaise.

## Carrière
Il a disputé son premier test match contre l'équipe du pays de Galles, le 10 janvier 1885 dans le cadre du tournoi 1885, un match nul. Dans chaque équipe, deux frères évoluent, l'un avec les avants, le deuxième avec les lignes arrières, Robert et Gardyne Maitland pour les Écossais opposés à Bob et Arthur Gould côté gallois. Il joue une deuxième rencontre contre l'équipe d'Irlande, le 7 mars 1885.

## Statistiques en équipe nationale
- 2 sélections pour l'Écosse
- Sélections par année : 2 en 1885
- Participation à un tournoi en 1885